# Zhaoping
Zhaoping (en chino, 昭平县; pinyin, Zhāopíng xià) es un condado bajo la administración directa de la Prefectura Hezhou en la Región autónoma de Guangxi, República Popular China. Su área es de 3223 km² y su población total para 2020 superó los 330 mil habitantes.

## Administración
El condado de Zhaoping se divide en 12 pueblos que se administran en 9 poblados, 2 villas y 1 villa étnica .